# CEIBAインターコンチネンタル
CEIBAインターコンチネンタル（スペイン語：CEIBA Intercontinental）は赤道ギニアのマラボに本拠地を置く航空会社である。

## 概要
主に赤道ギニア国内と西アフリカ・中部アフリカ地域の路線を運航している。
航空券の座席予約システム（CRS）は、アマデウスITグループが運営するアマデウスを利用している。

## 沿革
- 2007年5月、設立された。
- 2009年、最高経営責任者(CEO)が、35億CFAフラン、予備のATR航空機部品が入ったスーツケースを持ち、赤道ギニアを出発し、コートジボワール、ガンビアとの貿易協定を交渉したと報じられた。
- 2022年、民営化されることが発表された[2]。
- 2024年、株式をエチオピア航空に売却することを検討している[2]。

## 就航都市
なお，EU域内乗り入れ禁止航空会社であるため、EU域内には就航していない。
| 国           | 都市                               |
| ------------ | ---------------------------------- |
| ベナン       | コトヌー                           |
| カメルーン   | ドゥアラ                           |
| コンゴ共和国 | ブラザヴィル、ポワントノワール     |
| 赤道ギニア   | アンノボン、バタ、マラボ、モンゴモ |
| ガボン       | リーブルヴィル                     |
| トーゴ       | ロメ                               |

## 機材

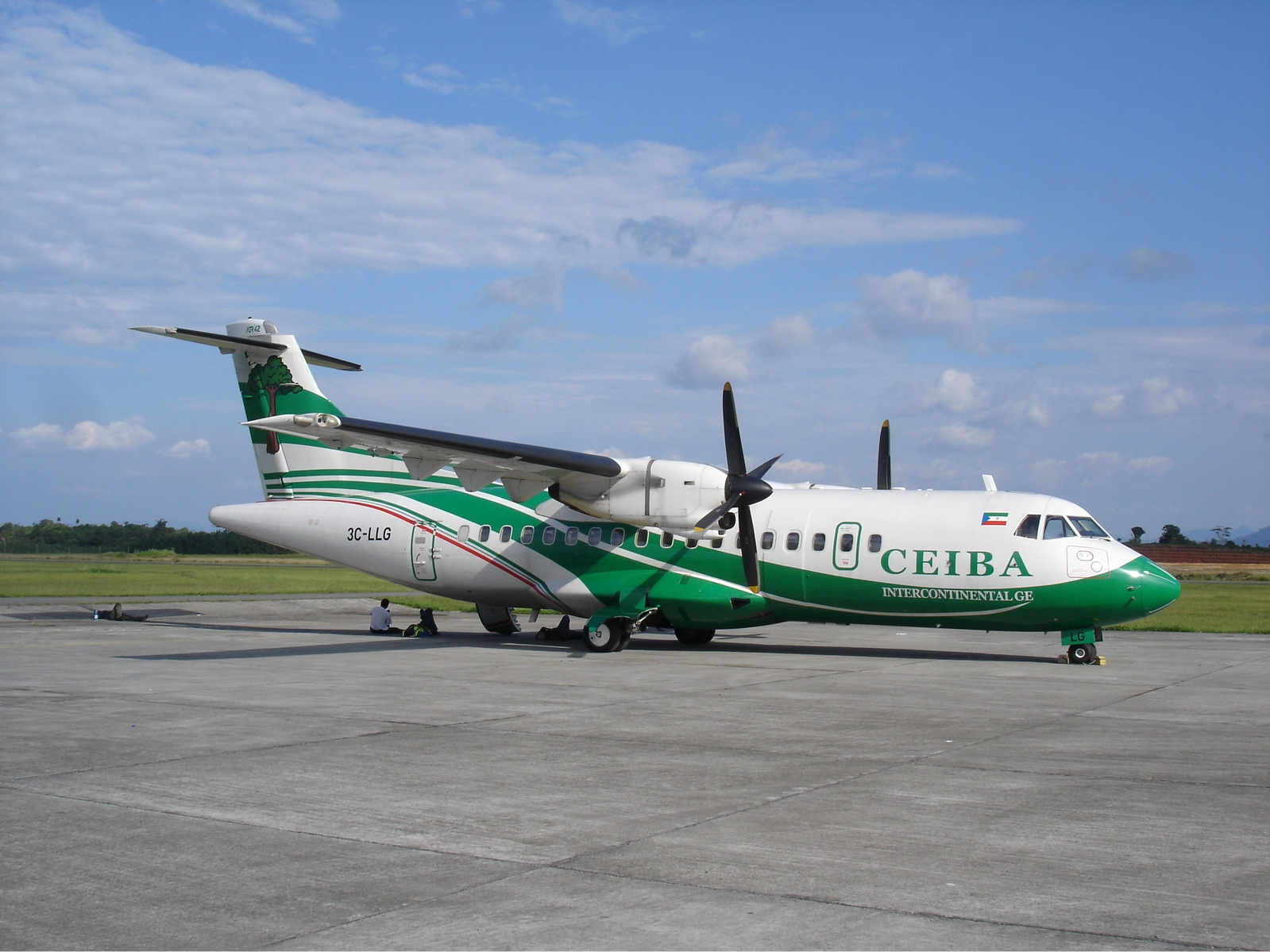
ATR-42-500

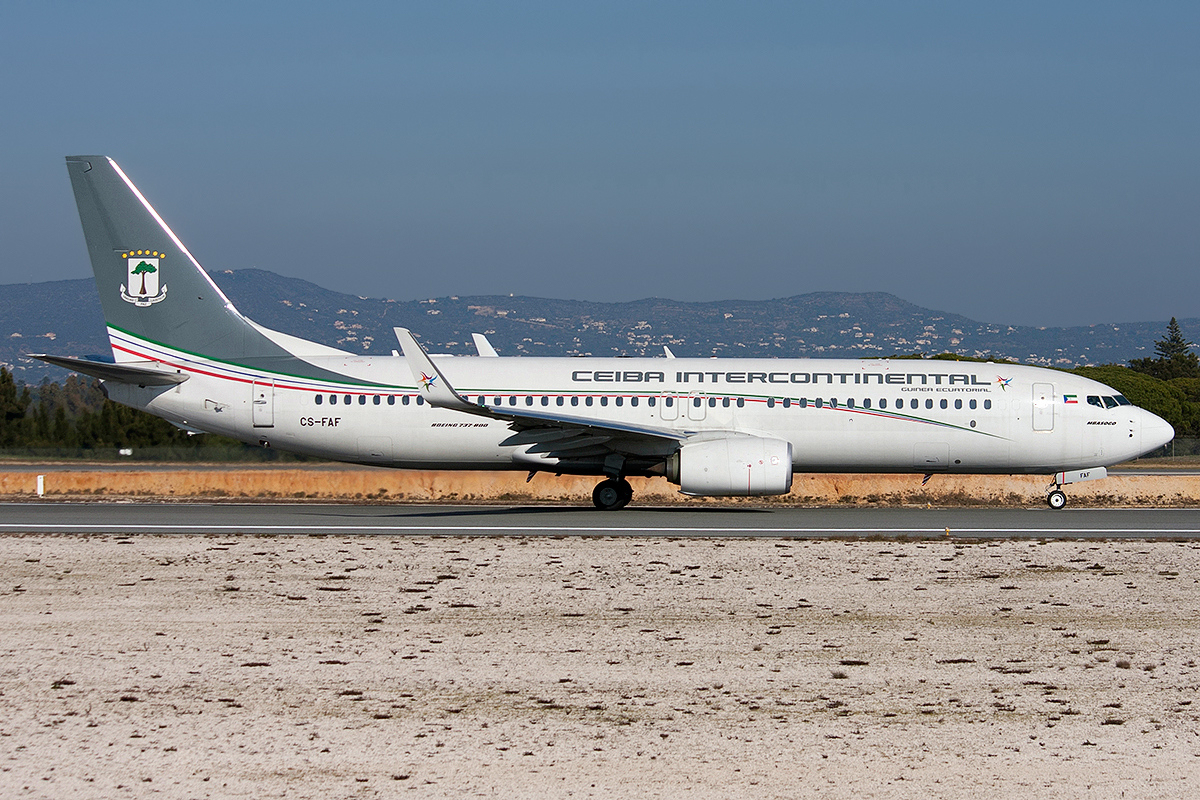
ボーイング737-800

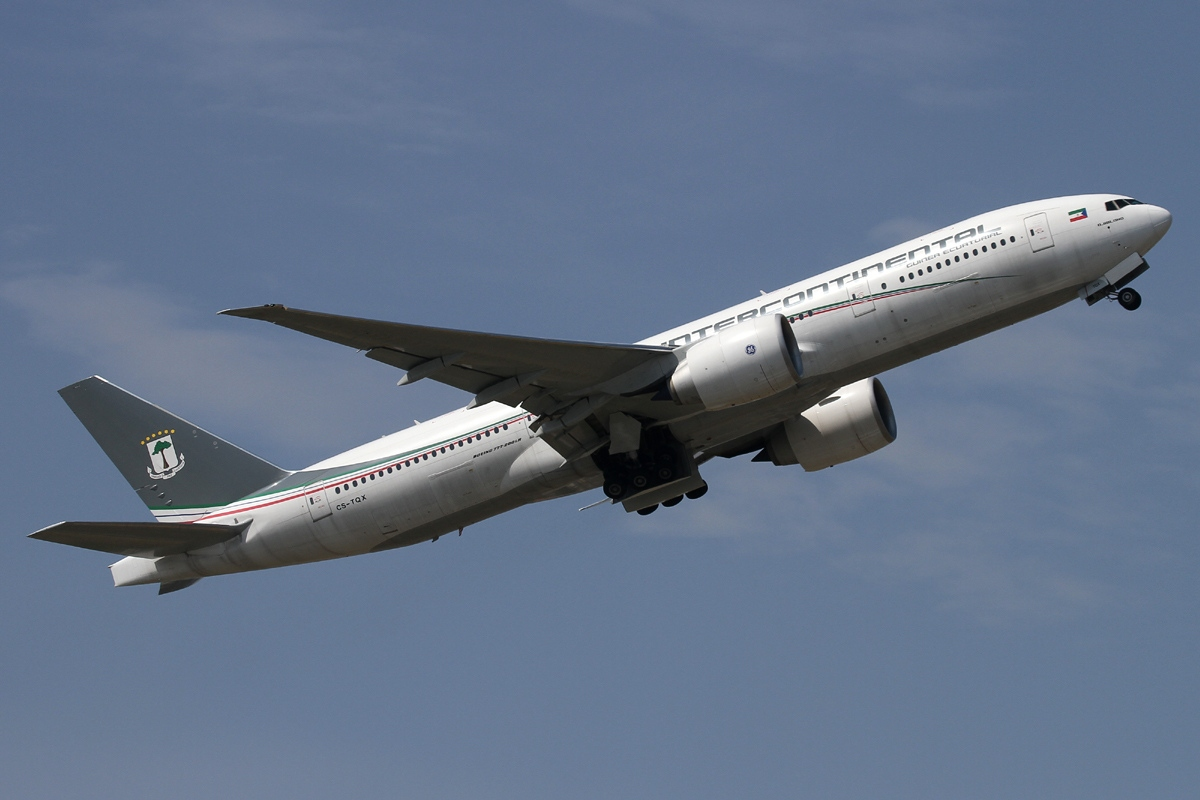
ボーイング777-200LR

| 機種                | 保有数 | 座席数 | 座席数 | 座席数 | 座席数 |
| 機種                | 保有数 | F      | C      | Y      | 計     |
| ------------------- | ------ | ------ | ------ | ------ | ------ |
| ATR 42-500          | 2      |        |        | 48     | 48     |
| ATR 72-500          | 2      |        |        | 68     | 68     |
| ボーイング737-800   | 3      |        | 20     | 126    | 146    |
| ボーイング767-300ER | 1      |        |        |        |        |
| ボーイング777-200LR | 1      | 22     | 28     | 250    | 300    |
| 合計                | 9      |        |        |        |        |

## 機内サービス
ATRシリーズはエコノミークラスのみ、ボーイング737-800はビジネスクラスが有る。ファーストクラスはボーイング777-200LRのみに設定されている。

## 安全性
2011年現在、この会社を含む全ての赤道ギニアの航空会社は、危ない航空会社としてヨーロッパへの乗り入れが禁じられている。但し、マラボからマドリード線は777型機で運航をしている。

## 航空事故
- CEIBAインターコンチネンタル71便空中衝突事故